# Irmgard Heilmann
Irmgard Heilmann (* 20. Mai 1919 in Zeitz; † 8. Juli 1993 in Hamburg) war eine deutsche Verlegerin und Schriftstellerin.

## Leben
Irmgard Heilmann wurde 1919 als Tochter von Helene Heilmann, geborene Burggraf, und des Architekten Otto Heilmann (1888–1945) geboren. Der Bankrott der Baufirma ihres Vaters zwang sie und ihre Familie zum Verlassen der gewohnten Zeitzer Umgebung. Irmgard Heilmann hatte eine Oberrealschule besucht und das Abitur erworben. Bis 1953 lebte die als Journalistin Tätige auf Sylt, dann in Hamburg, wo sie bis 1973 den von ihr gegründeten und bis 1973 geleiteten I. Heilmann-Verlag betrieb, der Hamburg-Bildkalender und Hamburg-Bildbände publizierte. Sie war Gründungsmitglied des Bundesverbandes Deutscher Autoren und Initiatorin des Irmgard-Heilmann-Preises, der von der von ihr ins Leben gerufenen gemeinnützigen Stiftung zur Förderung der Literatur und des literarischen Nachwuchses in Hamburg unregelmäßig vergeben wird. Bis 1983 war sie Zweite Vorsitzende der Hamburger Autorenvereinigung.

## Werke
- 1944 Wahlheimat am Meer – Ein Bildwerk von Landschaft und Haus einer deutschen Nordseeinsel
- 1952 Sylter Inselsommer – Eine Reise an die Nordsee. Verlag Heinrich Möller Söhne, Rendsburg
- 1955 Pension Dünenblick – Lisas Inselabenteuer. Boje-Verlag, Stuttgart
- 1982 Die Nachtigall stieg herab. Droemer Knaur, München
- 1987 Aylsdorfer Kirschkuchen. Erinnerungen an Thüringen. LangenMüller Verlag, München
- 1989 Die Sängerin am Meer. Verlag Heinrich Möller Söhne, Rendsburg, ISBN 3-87550-112-8.